# Banská Bystrica
Pour les articles homonymes, voir Bystrica.
Banská Bystrica (en allemand : Neusohl en hongrois : Besztercebánya) est une ville du centre de la Slovaquie et le chef-lieu de la région de Banská Bystrica.

## Géographie
Banska Bystrica occupe une position centrale en Slovaquie. Elle se trouve à la limite du bassin de la Zvolenska, sur les deux rives de la rivière Hron, à la charnière des trois vastes chaînes de montagnes de Slovaquie centrale : Les Basses Tatras, la Grande Fatra, les Monts métallifères slovaques. L'axe de la région est formé par la vallée du Hron, appelée « Pohronie », s'étendant depuis le cours supérieur du Hron, à travers Banska Bystrica, vers Zvolen. Le relief de la région est considérablement découpé. Les eaux de ruissellement de la région sont évacuées par la rivière Hron. Les forêts, composées de nombreuses espèces rares de plantes et riches d'animaux sauvages, constituent les grandes richesses de la région.

## Histoire
Le site était l'une des villes de l'histoire des mines hongroises et slovaques. Cette région minière d’influence germanique comptait sept villes minières de Haute-Hongrie, dans l’actuelle Slovaquie centrale : Banská Bystrica (Besztercebánya), Nová Baňa (Újbánya), Banská Štiavnica (Selmecbánya), Kremnica (Körmöcbánya), Pukanec (Bakabánya), Banská Belá (Bélabánya ) et Ľubietová (Libetbánya).
L'exploitation du cuivre y a commencé 2 000 ans avant J-C comme en témoignent des fouilles archéologiques. Les communautés slaves s'y installent entre les Ve et VIe siècles. Au XIIIe siècle, les colons allemands y arrivent pour commercer. En 1255 Bela IV accorde des droits d'extraction minière d'or, d'argent et d'autres métaux.
Les mines, exploitées par la famille Fugger qui va plus tard s'associer au grand entrepreneur hongrois János Thurzó (en), vont assurer l'essor de la ville.
En 1539, l'ensemble des églises passent sous influence luthérienne et évangélique. Les Habsbourg lancent alors la Contre-Réforme avec l'aide des jésuites. En 1620, les églises deviennent catholiques.
Au XVIIIe siècle la ville décline économiquement et les activités ne reprennent qu'au XIXe siècle. Banská Bystrica devient alors le centre d'enseignement de la langue slovaque.
La ville de Banská Bystrica était le centre de l'insurrection de la résistance slovaque face à l'envahisseur nazi durant la Seconde Guerre mondiale. C'est ainsi qu'en août 1944 y est lancé à la radio l'appel au soulèvement du peuple. La révolte est écrasée dans le sang. 900 Slovaques sont massacrés en compagnie de résistants français et de soldats britanniques.

## Démographie

### Évolution de la population
| Année:               | 1994.  | 2004.   | 2014.   | 2024.   |
| -------------------- | ------ | ------- | ------- | ------- |
| Nombre de personnes: | 84 741 | 81 704  | 79 027  | 73 533  |
| Différence:          |        | -3,58 % | -3,27 % | -6,95 % |

| Année:               | 2023.  | 2024.   |
| -------------------- | ------ | ------- |
| Nombre de personnes: | 74 065 | 73 533  |
| Différence:          |        | -0,71 % |

## Personnalités
- Rudolf Baláž, évêque catholique
- Elena Baranová, universitaire
- Paľo Bielik (sk), acteur réalisateur
- Peter Budaj, hockeyeur
- Ján Cikker, compositeur
- Viliam Figuš-Bystrý, compositeur
- Vladimír Hiadlovský, hockeyeur
- Marek Hamšík, footballeur
- Michal Handzuš, hockeyeur
- László Hudec, architecte
- Peter Karvaš (sk), écrivain
- Katarína Kúdelová, artiste
- Ivan Majeský, hockeyeur
- Jozef Murgaš, inventeur
- Vladimir Orszagh, hockeyeur
- Haviva Reik, soldat juif
- Tomáš Surový, hockeyeur
- Jozef Gregor Tajovský, écrivain
- Peter Tomka, diplomate
- Gustáv Kazimír Zechenter-Laskomerský (sk), écrivain
- Richard Zedník, hockeyeur
- Peter Pellegrini, président de la République slovaque

## Enseignement supérieur
- Académie des arts de Banská Bystrica (3 facultés)
- Université Matej Bel (6 facultés)
- antenne de l'Université slovaque de la santé (départements : physiothérapie, soins infirmiers, médecine d'urgence)

## Jumelages
La ville de Banská Bystrica est jumelée avec :
- Alba (Italie) depuis 1967
- Ascoli Piceno (Italie) depuis 1998
- Budva (Monténégro) depuis 2001
- Charleston (États-Unis) depuis 2010
- Dabas (Hongrie) depuis 2000
- Drohobytch (Ukraine) depuis 2008
- Durham (Angleterre) depuis 1967
- Halberstadt (Allemagne) depuis le 16 septembre 1998
- Herzliya (Israël) depuis 1995
- Hradec Králové (Tchéquie) depuis 1967
- Kovačica (Serbie) depuis 2002
- Larissa (Grèce) depuis 1995
- Mangalia (Roumanie) depuis 2006
- Montana (Bulgarie) depuis 1995
- Radom (Pologne) depuis 2001
- Saint-Étienne (France) depuis 2006
- Salgótarján (Hongrie) depuis 1967
- Tarnobrzeg (Pologne) depuis 1995
- Toula (Russie) depuis 1967
- Vršac (Serbie) depuis 2004
- Zadar (Croatie) depuis 1995

## Galerie

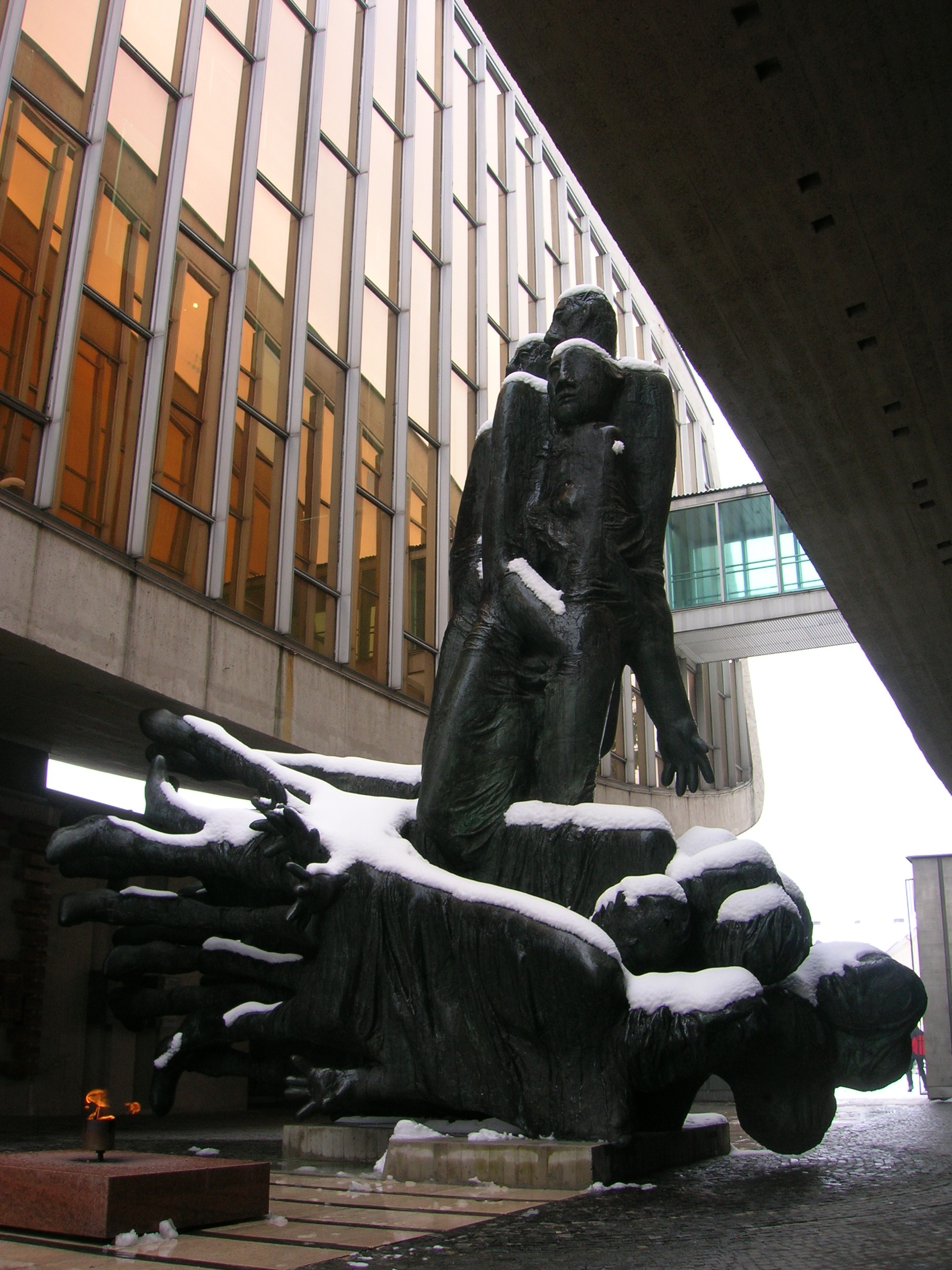
Mémorial du soulèvement slovaque
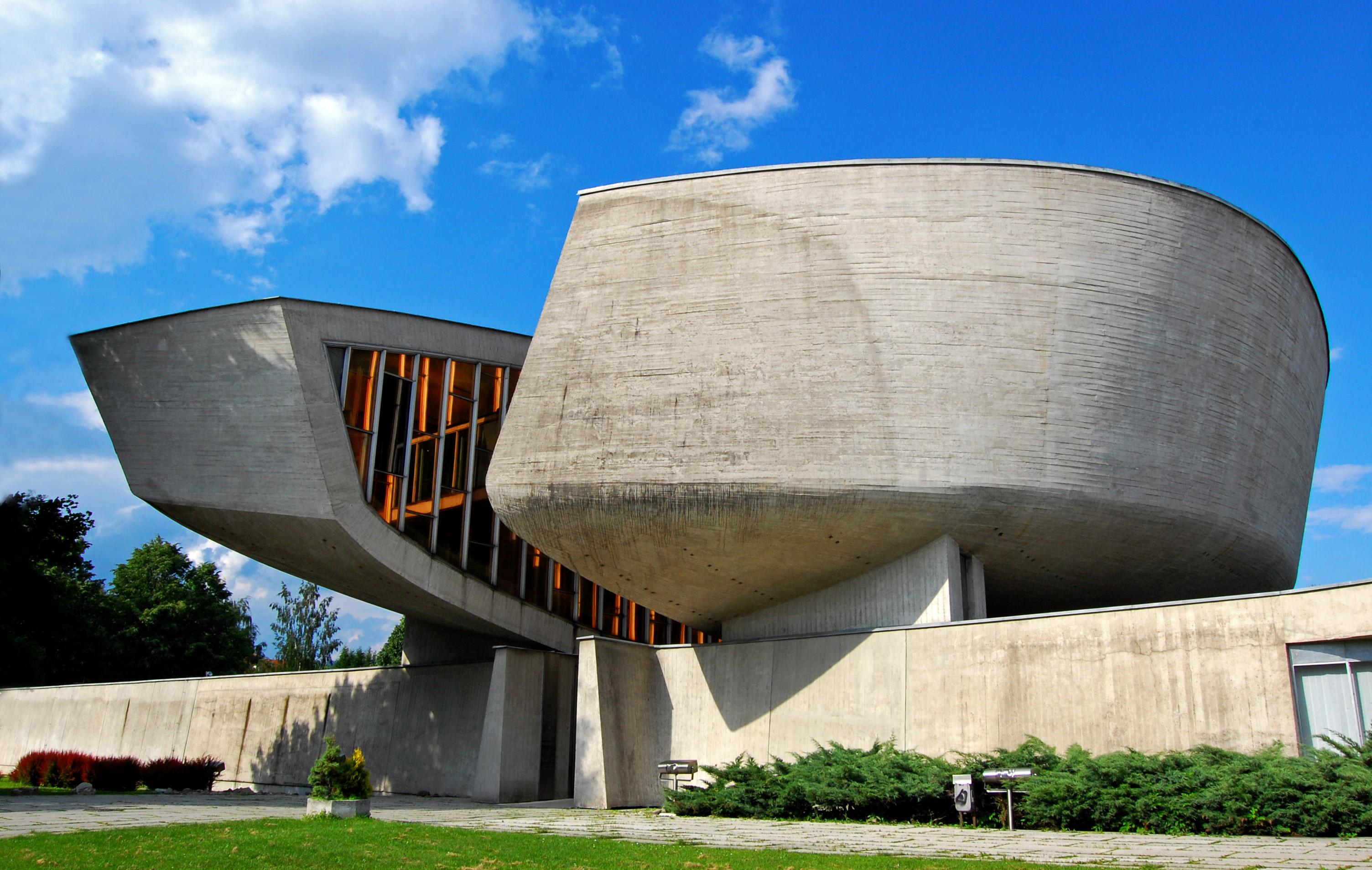
Musée du Soulèvement national slovaque (SNP)
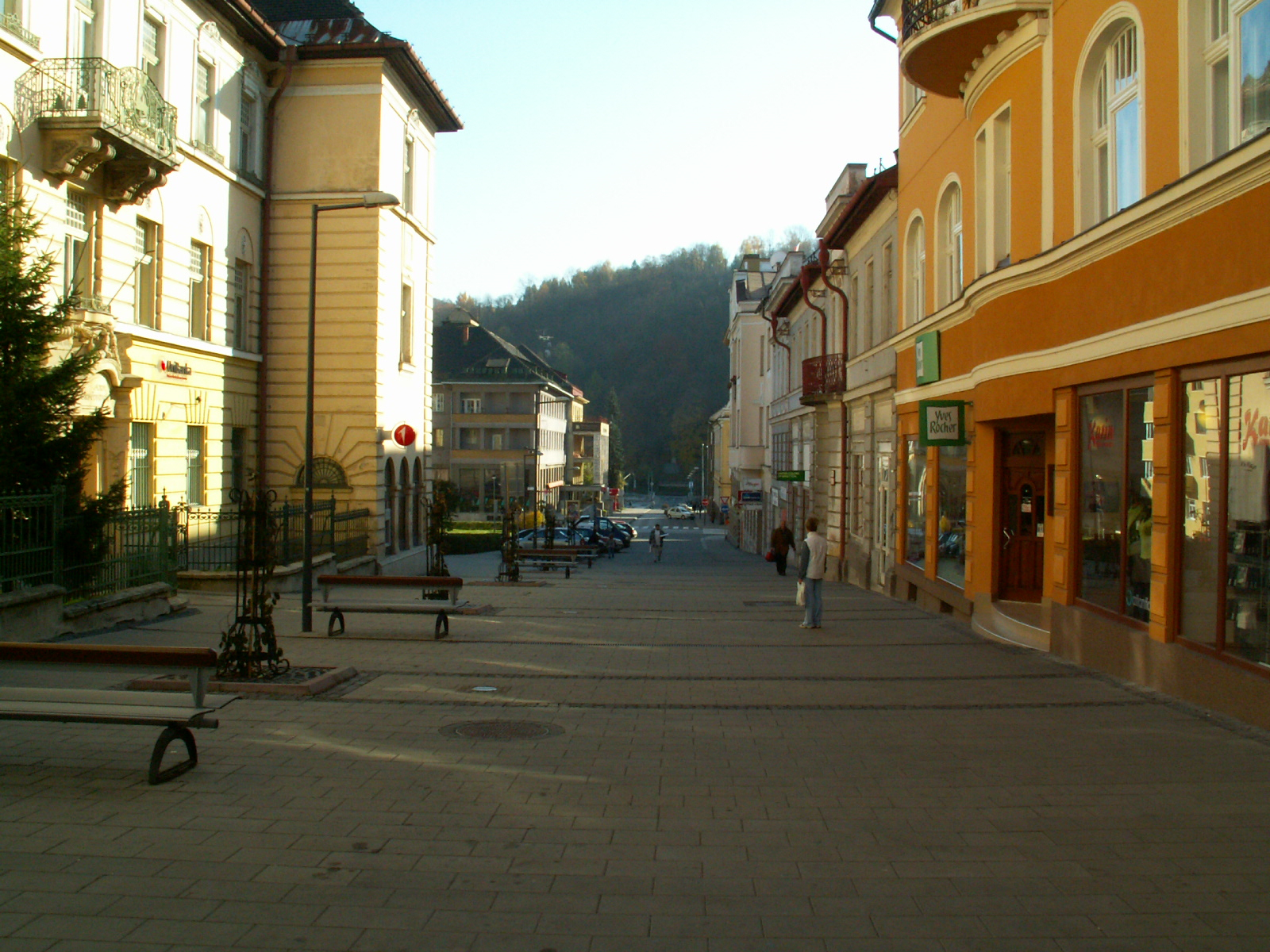
Národná ulica
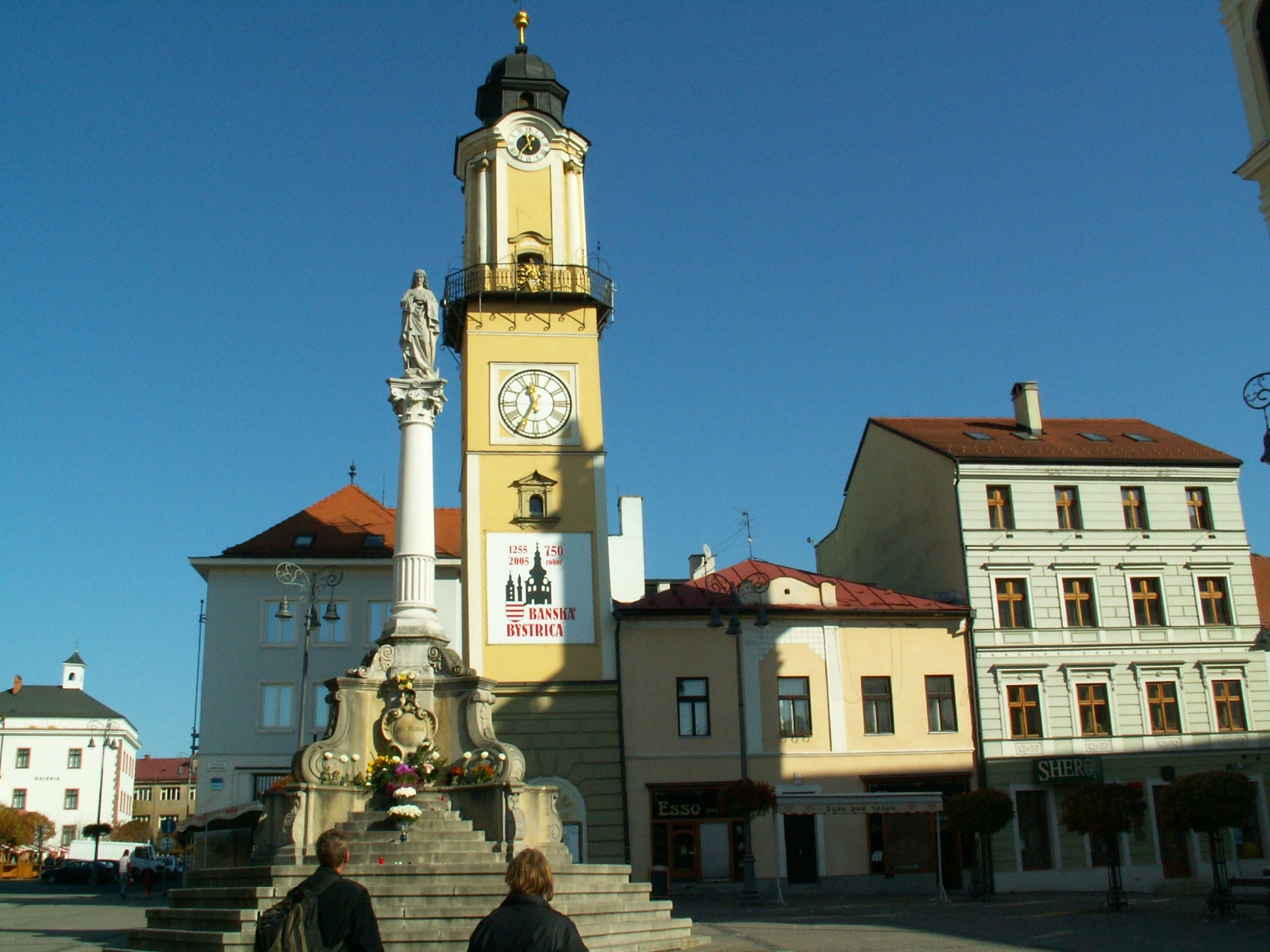
Tour de l'horloge
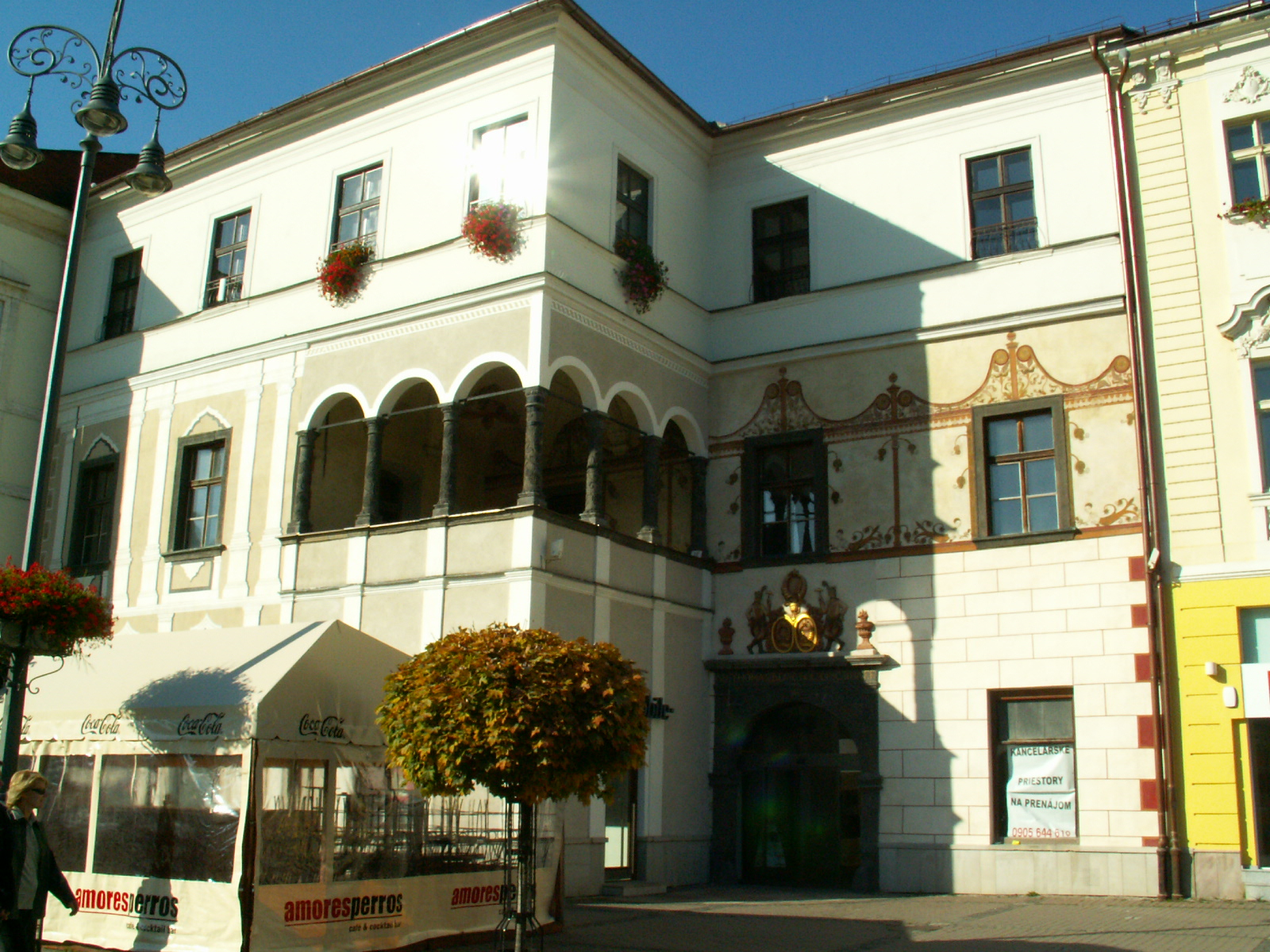
Benického dom, Place SNP
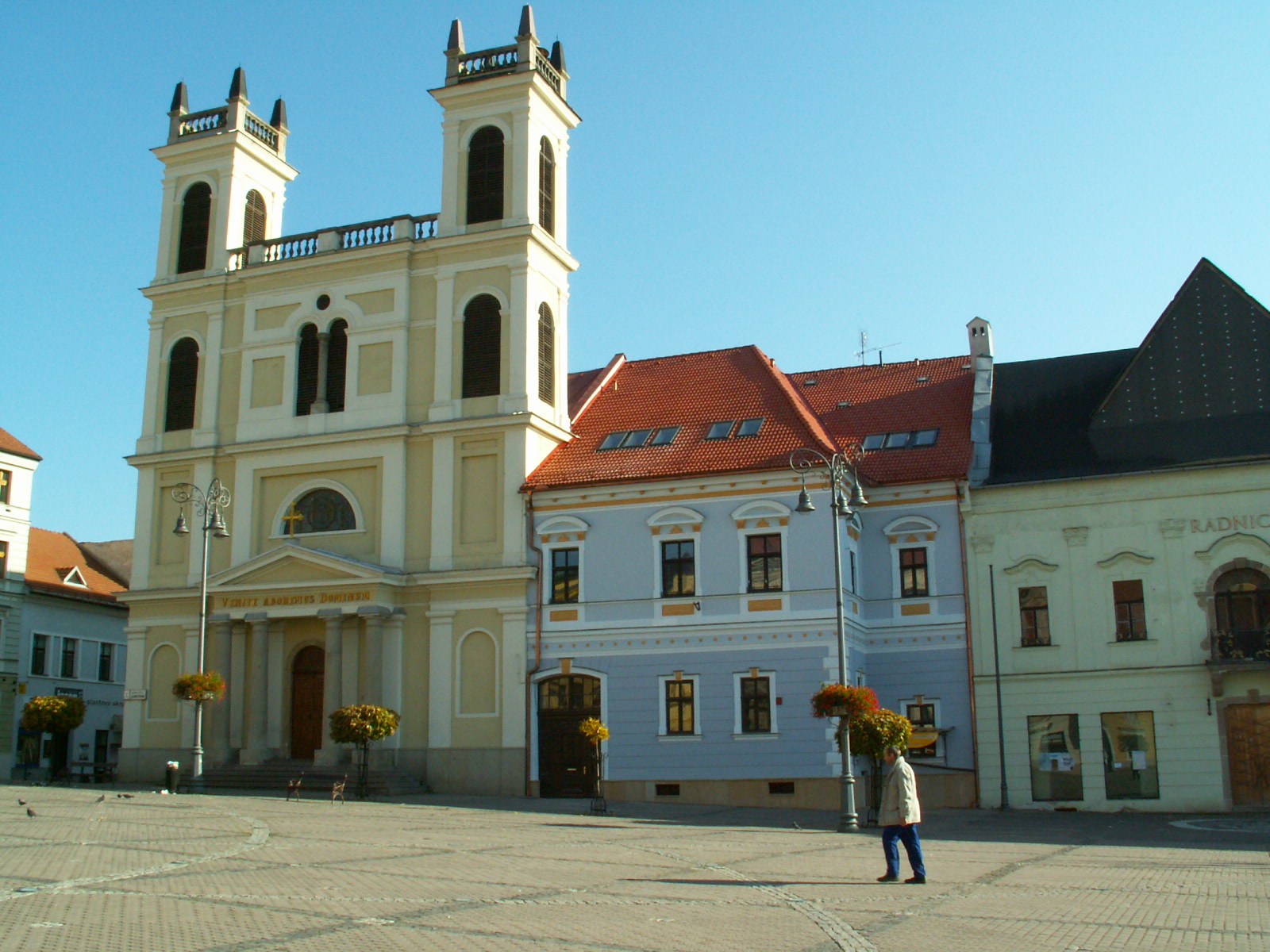
Église Saint François-Xavier
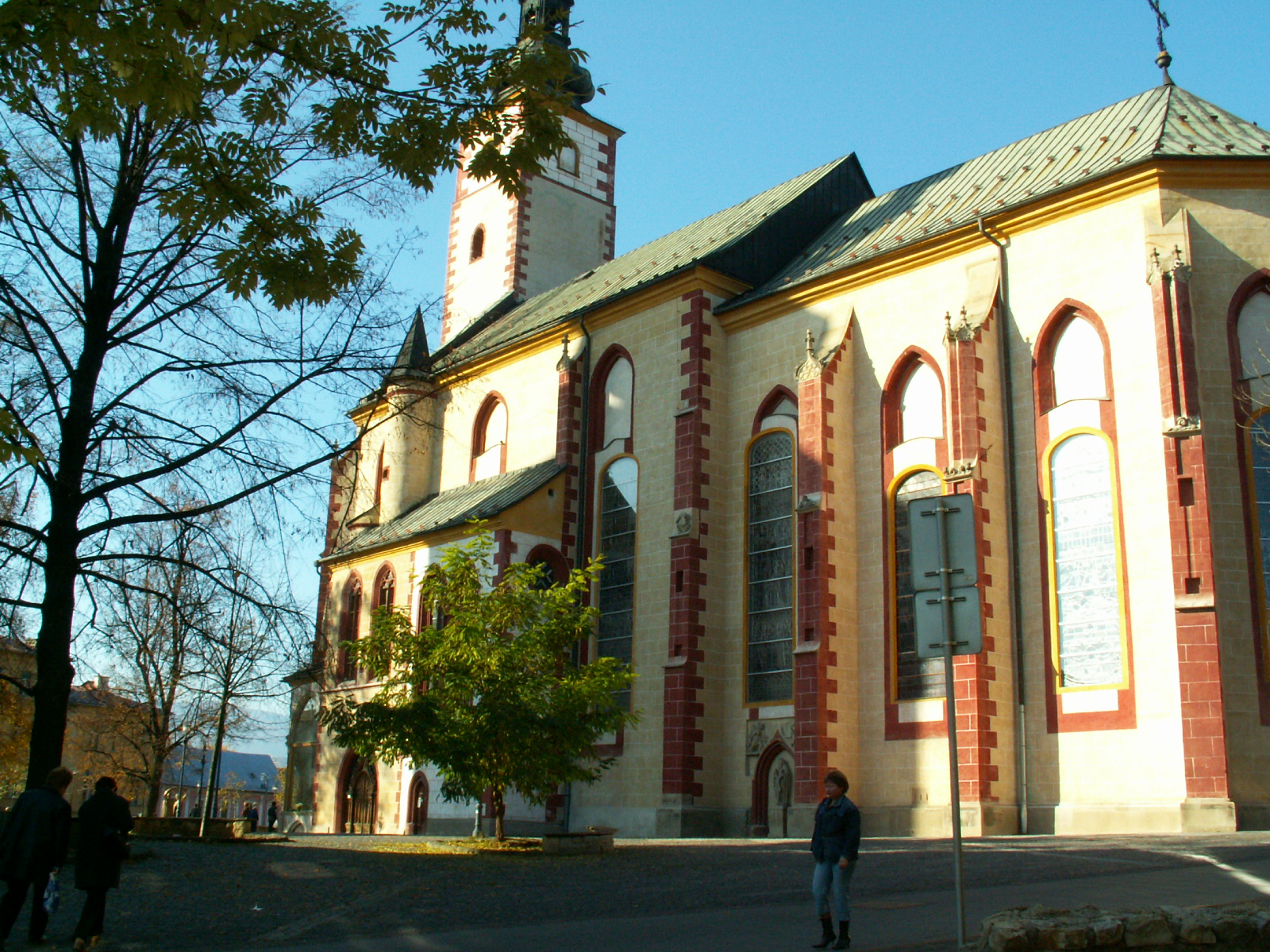
Église de la Sainte Croix
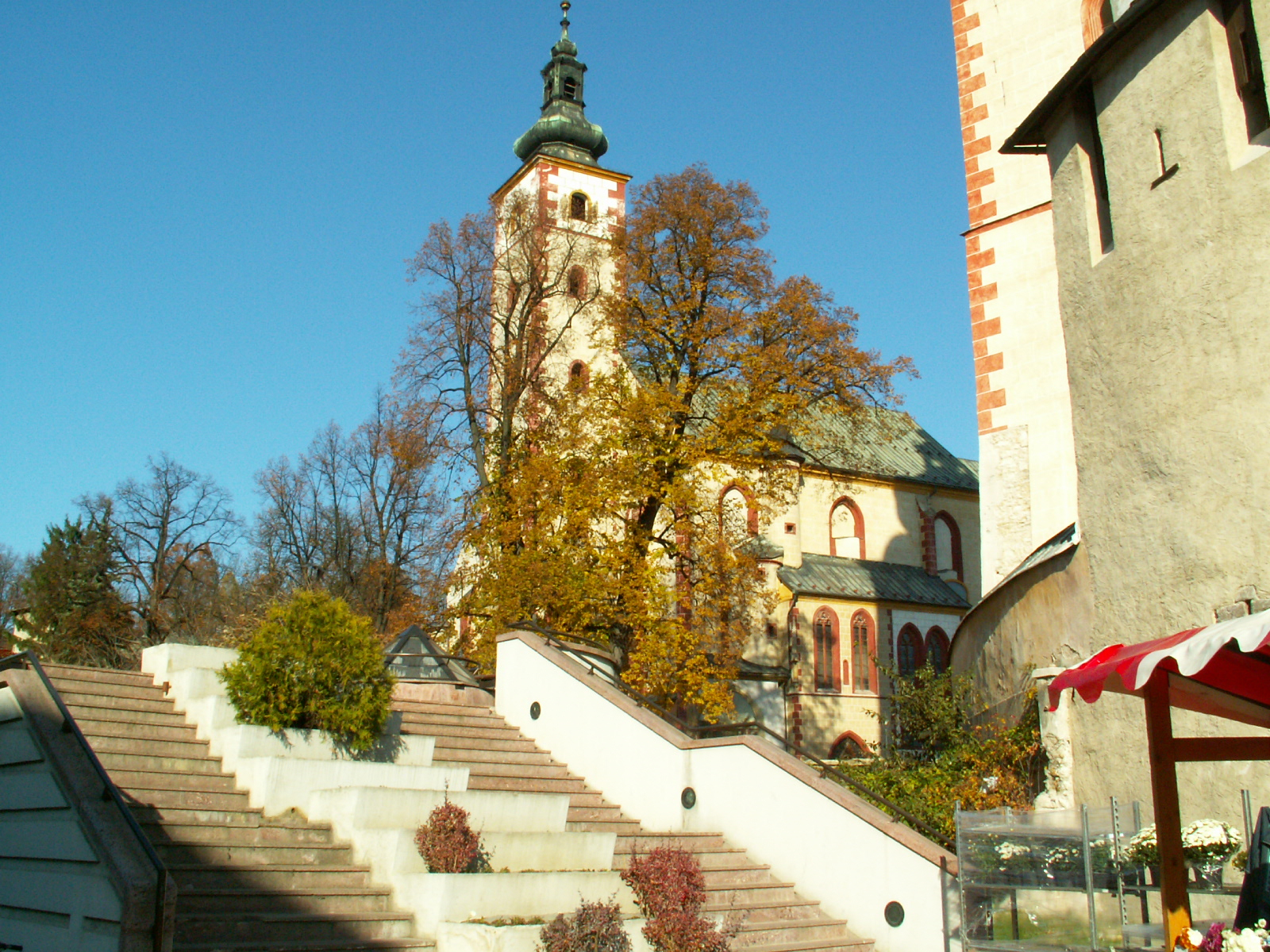
La barbacane
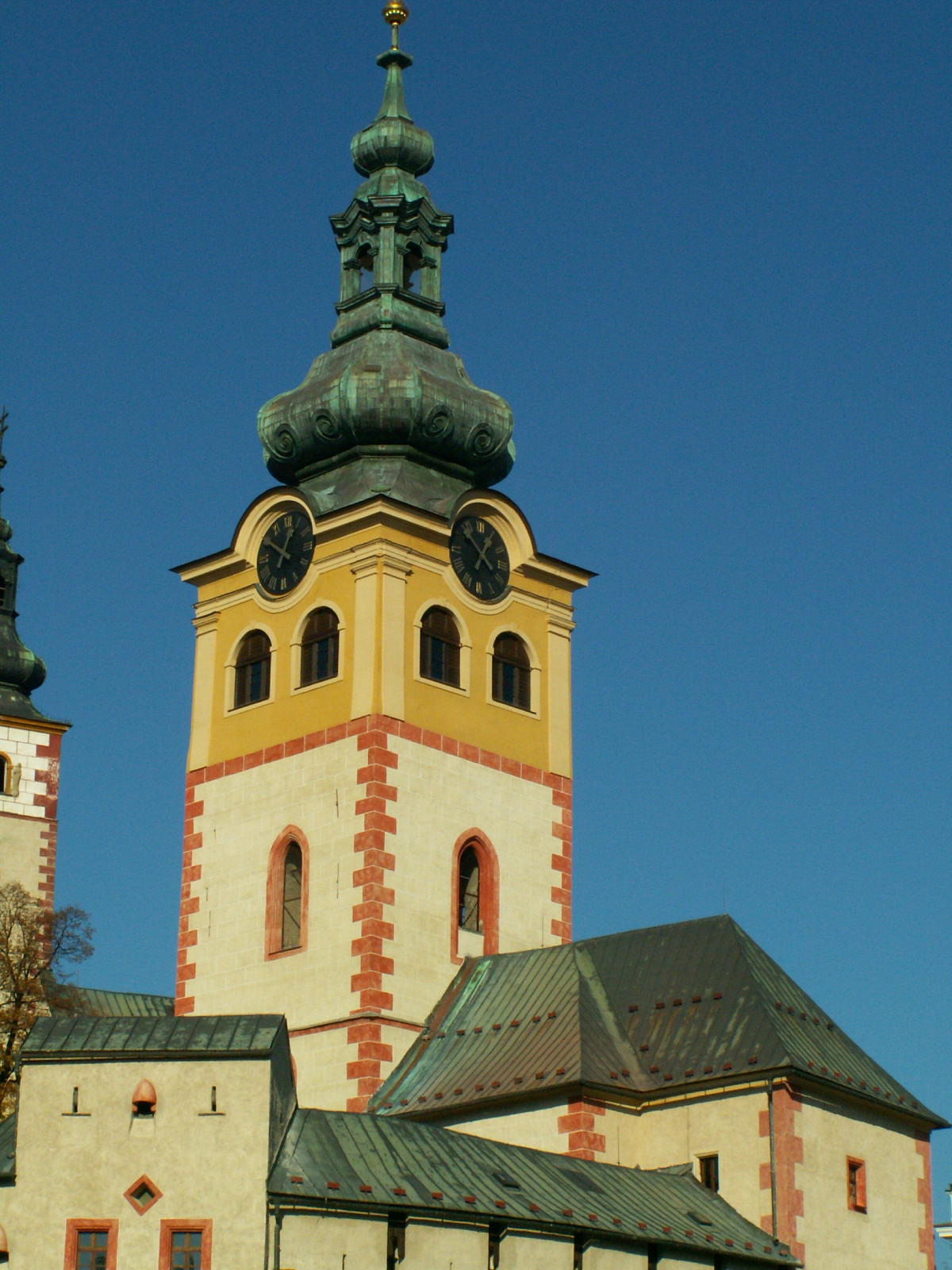
Barbacane et tour
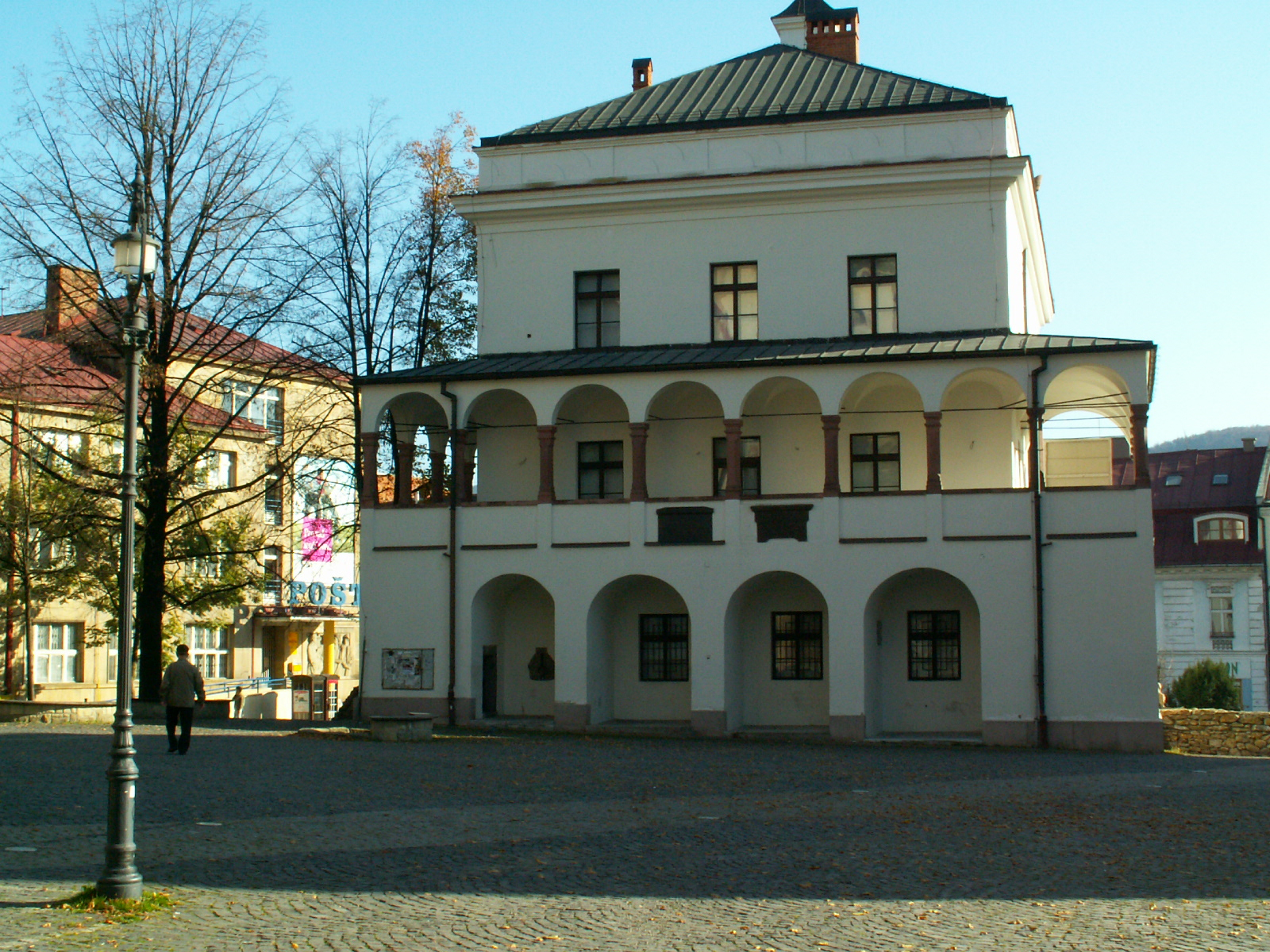
Aire du Château - Hôtel de ville
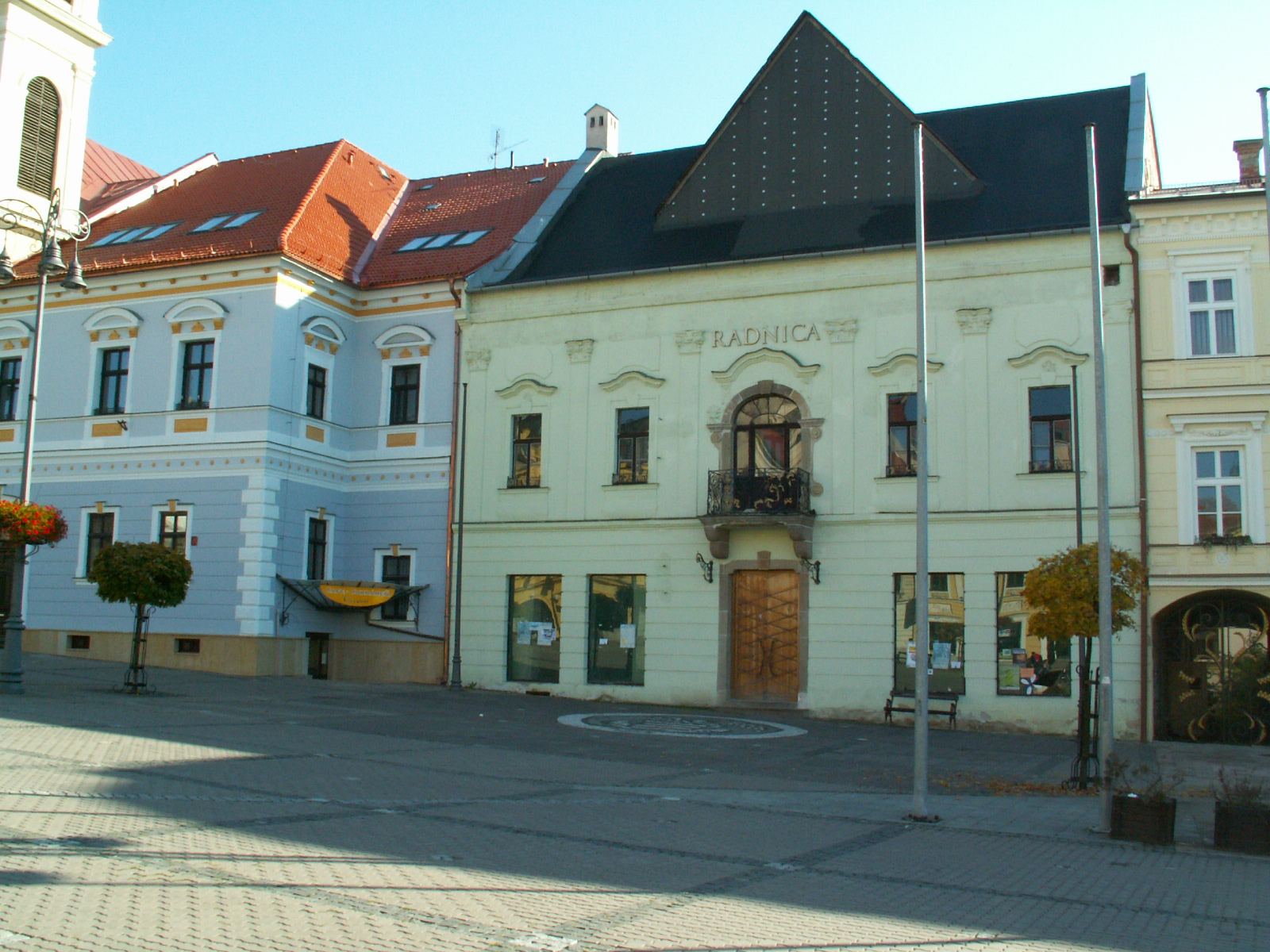
Nouvel hôtel de ville
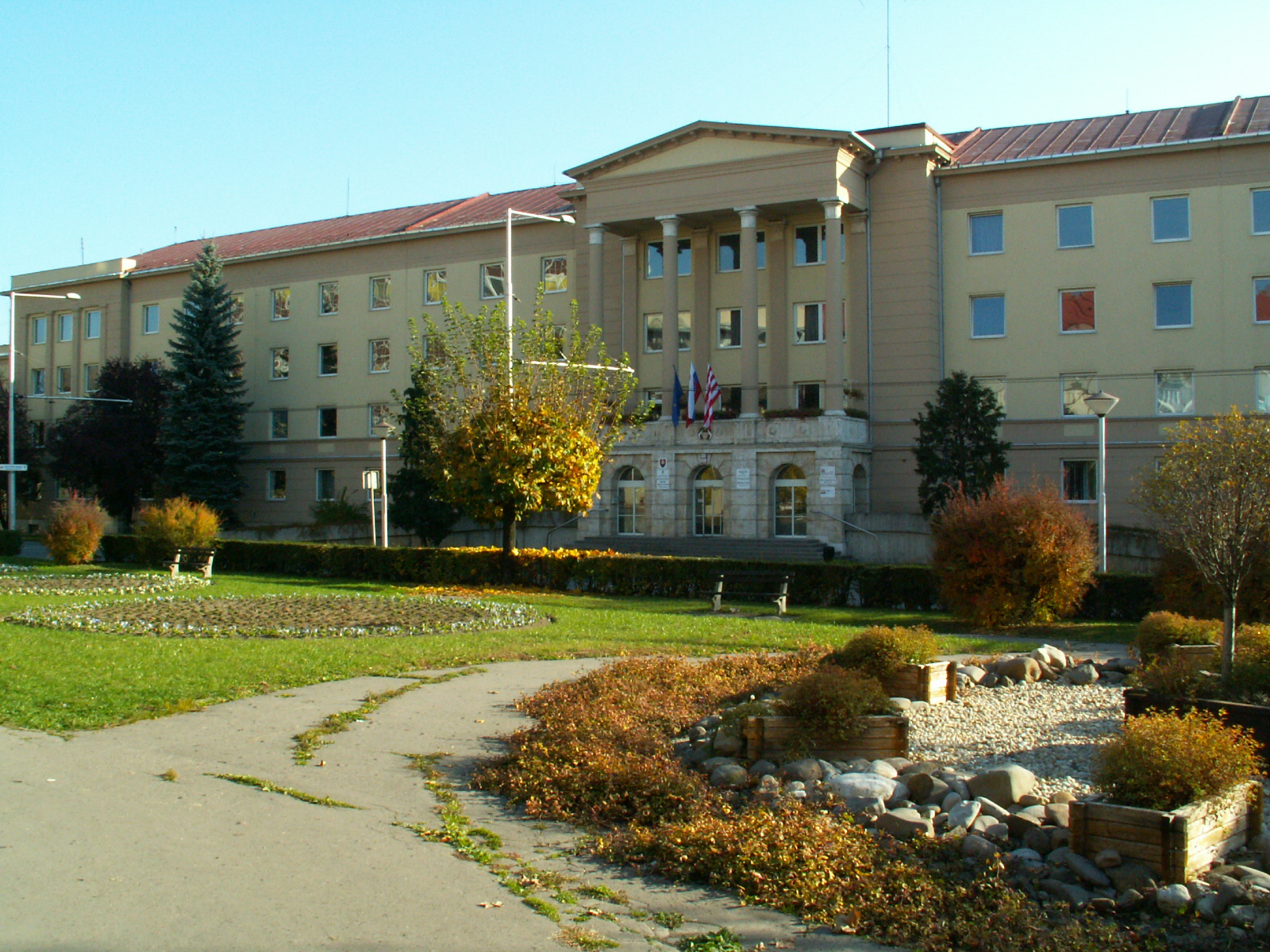
Administration de la ville